# Особые отношения
«Особые отношения» (англ. The Special Relationship) — британо-американский политический телефильм 2010 года режиссёра Ричарда Лонкрейна по сценарию Питера Моргана. Это третий фильм в неофициальной «трилогии Моргана о Блэре» о политической карьере премьер-министра Великобритании Тони Блэра (1997—2007) после фильмов «Сделка» (2003) и «Королева» (2006) режиссёра Стивена Фрирза.

## Сюжет
Действие фильма происходит между 1997 и 2001 годами и описывает отношения между премьер-министром Великобритании Тони Блэром и президентом США Биллом Клинтоном.

## Актёрский состав
- Майкл Шин — Тони Блэр
- Деннис Куэйд — Билл Клинтон
- Хоуп Дэвис — Хиллари Клинтон
- Хелен Маккрори — Шери Блэр
- Адам Годли — Джонатан Поувелл[англ.]

## Релиз
В США и Канаде фильм был впервые показан 29 мая 2010 года на канале HBO. Roadshow Films была официальным дистрибьютором фильма в Австралии после приобретения прав на Каннском кинофестивале 2009 года. В первый уик-энд фильм дебютировал на восьмой позиции по кассовым сборам, собрав $169 214 долларов.
Трансляцию фильма в Великобритании осуществлял BBC Two. На носителях DVD и Blu-ray картина вышла 20 сентября 2010 года.

## Критика
Фильм получил в основном положительные отзывы критиков. На агрегаторе рецензий Rotten Tomatoes фильм имеет 86 % «свежести» на основе 21 рецензии критиков. Metacritic дал ему рейтинг 67 баллов из 1000 и «в основном положительные отзывы».

## Награды и номинации
| Год  | Награда                                          | Категория                                                               | Номинант     | Результат |
| ---- | ------------------------------------------------ | ----------------------------------------------------------------------- | ------------ | --------- |
| 2010 | Прайм-тайм премии «Эмми»                         | Лучший актёр в мини-сериале или фильме                                  | Деннис Куэйд | Номинация |
| 2010 | Прайм-тайм премии «Эмми»                         | Лучший актёр в мини-сериале или фильме                                  | Майкл Шин    | Номинация |
| 2010 | Прайм-тайм премии «Эмми»                         | Лучшая актриса в мини-сериале или фильме                                | Хоуп Дэвис   | Номинация |
| 2010 | Прайм-тайм премии «Эмми»                         | Лучший телефильм                                                        |              | Номинация |
| 2010 | Прайм-тайм премии «Эмми»                         | Лучший сценарий мини-сериала, фильма или драматической программы        | Питер Морган | Номинация |
| 2010 | Спутник                                          | Лучший актёр в мини-сериале или телефильме                              | Деннис Куэйд | Номинация |
| 2010 | Спутник                                          | Лучшая актриса в мини-сериале или телефильме                            | Хоуп Дэвис   | Номинация |
| 2011 | Золотой глобус                                   | Лучший актёр в мини‑сериале или телефильме                              | Деннис Куэйд | Номинация |
| 2011 | Золотой глобус                                   | Лучшая актриса второго плана в телесериале, мини-сериале или телефильме | Хоуп Дэвис   | Номинация |
| 2011 | Золотой глобус                                   | Лучший телефильм                                                        |              | Номинация |
| 2011 | Премия Гильдии киноактёров США                   | Лучшая мужская роль в телефильме или мини-сериале                       | Деннис Куэйд | Номинация |
| 2011 | Премия Британской Академии в области телевидения | Лучшая теледрама                                                        |              | Номинация |